# Барлак (село, Новосибирская область)
Барлак — село в Мошковском районе Новосибирской области. Входит в Барлакский сельсовет. 

## География
Площадь села — 104 гектара.

## История
В 1930 годах село упоминается как административный центр Барлакского сельсовета.
До 2 июля 1931 года Барлакский сельсовет был в Новосибирском районе, затем в Алексеевском. 10 марта 1933 года Алексеевский район был переименован в Мошковский район.
В 1963 году Мошковский район был упразднён, село включено в Новосибирскосельский район. 
31 марта 1971 года Мошковский район был вновь образован в прежних границах.

## Население
| 2002 | 2007 | 2010 |
| ---- | ---- | ---- |
| 342  | ↗410 | ↘387 |

## Инфраструктура
Фельдшерско-акушерский пункт.

## Русская православная церковь
В 1864 году в селе Барлакском Томского уезда была построена деревянная однопрестольная церковь в честь Сошествия святого Духа на Апостолов. 
В состав прихода входили с. Барлакское, деревни Орская - в 15 верстах, Кубова - в 20 верстах. Прихожан 2618 человек (согласно данным за 1914 год).